# Stachybotrys chartarum
Espèce
Synonymes
- Stachybotrys atra Corda
- Stachybotrys alternans Bonord.
- Stilbospora chartarum Ehrenb.

Stachybotrys chartarum, appelé  aussi Stachybotrys atra, Stachybotrys chartarum alternans, ou Stilbospora, est une moisissure (microchampignon) noire visqueuse qui produit, dans la nature, ses spores à la surface des boues.  On la trouve parfois dans le sol et les céréales, mais cette moisissure est le plus souvent détectée dans la cellulose des matériaux de construction (poutres, boiseries, parquets, papiers peints...) de bâtiments très humides ou endommagés par l'eau. Cette espèce fongique est considérée comme la moisissure la plus toxique pour l'homme.
S. chartarum a été extrait pour la première fois par le mycologue tchèque August Carl Joseph Corda des murs d'une maison à Prague en 1837. Il exige pour se développer une forte teneur en humidité et est associé avec des matériaux comme le bois, le plâtre humide et le papier peint.

## Problèmes médicaux et vétérinaires
Les problèmes de santé liés à ce champignon ont été rapportés chez les humains et les animaux depuis les années 1930 ; il est également considéré comme un candidat probable pour le « tzaraat », une maladie présente dans la Bible et (mal) traduite comme « lèpre ». Plus récemment, S. chartarum a été liée à ce qu'on appelle le syndrome des bâtiments malsains. Ce lien n'a cependant pas été fermement établi dans la littérature scientifique.
S. chartarum possède deux chémotypes, un qui produit des mycotoxines trichothécènes (dont des satratoxines), et un qui produit des atranones. 
Deux chats sont morts à la suite d'une anesthésie dans ce qui est considéré comme le premier cas rapporté d'empoisonnement par moisissure noire chez les animaux domestiques. Les chats vivaient en Floride dans une maison aux conduites d'eau endommagées. Au cours de soins dentaires de routine, ils ont subi une grave hémorragie pulmonaire, et sont morts par la suite. Les analyses de sang ont confirmé la présence d'une toxine produite par S.  chartarum et une contamination sévère par les moisissures a été découverte dans la maison.
En se développant sur la paille, la moisissure est mortelle pour les chevaux.

## Détection
Quatre corps distinctifs microbiens sous forme de composés organiques volatils (COVM), butan-1-ol, 3-méthylbutan-1-ol, 3-méthylbutan-2-ol, et thujopsène, ont été détectés sur les cultures de riz, et seulement un (butan-1-ol) sur les cultures sur plaques de plâtre.